# Nephila pakistaniensis
Nephila pakistaniensis is een spinnensoort uit de familie van de wielwebspinnen (Araneidae).
De wetenschappelijke naam van de soort werd in 2002 gepubliceerd door Aram Ghafoor en Mirza Azher Beg.